# 矯公罕
矯 公罕（きょう こうかん、キェウ・コン・ハン、ベトナム語：Kiều Công Hãn / 矯公罕、生年不詳 - 大宝10年（967年））は、ベトナム十二使君の一人。矯三制（キェウ・タム・チェー、ベトナム語：Kiều Tam Chế / 矯三制）とも称された。『安南志略』では喬知佐（キェウ・チ・ター、ベトナム語：Kiều Tri Tá / 喬知佐）、『新五代史』では喬知祐（キェウ・チ・フー、ベトナム語：Kiều Tri Hựu / 喬知祐）と記される。

## 生涯
矯公羨の孫。祖父の死後呉権に仕え、呉権から峰州（現在のフート省ヴィエットチー市バックハック）刺史に任じられた。大宝8年（965年）に呉昌文が戦死すると峰州を拠点に自立し、呉昌文の参謀であった呂処坪と争ったが、丁部領に敗れて滅ぼされた。